# Эль-Шавван Каштелу-Бранку, Сальва
Сальва Эль-Шавван Каштелу-Бранку (порт. Salwa El-Shawan Castelo-Branco; род. 1 мая 1950, Каир) — португальский музыковед египетского (коптского) происхождения. Дочь Азиза аш-Шаввана.
Окончила Каирскую консерваторию (1970) и Манхэттенскую школу музыки (1973) как пианистка, ученица Констанс Кин. Вскоре, однако, отказалась от исполнительской карьеры. Изучала музыковедение в Колумбийском университете, в 1980 г. защитила докторскую диссертацию. В 1979—1983 гг. преподавала в Нью-Йоркском университете, разработав оригинальный курс городского этномузыковедения. В США вышла замуж за учившегося там же португальского физика Гуштаву Каштелу-Бранку.
С 1983 г. живёт и работает в Португалии. Профессор (с 1988 г.) Нового университета Лиссабона, в 1984—1988 и 1995—1997 гг. заведующий кафедрой музыковедения, в 2005—2007 гг. вице-ректор. Основатель (1995) и президент Института этномузыковедения при университете.
Главный редактор «Энциклопедии португальской музыки XX века» (порт. Enciclopédia de Música em Portugal no Século XX; 2010, в 4 томах).